# Jurassic Coast
La Jurassic Coast (o la «Costa giurassica») è un complesso di colline situato sulla costa della Manica nel sud dell'Inghilterra. Il sito, considerato patrimonio dell'umanità, si estende dall'Orcombe Point vicino a Exmouth nel Devon orientale fino a Old Harry Rocks nei pressi di Swanage nel Dorset orientale, per una lunghezza totale di 153 chilometri. Nominato patrimonio nel 2001, la Jurassic coast fu il secondo sito totalmente naturale del Regno Unito ad essere designato dal World Heritage. L'intera lunghezza può essere percorsa a piedi lungo la South West Coast Path.

## Geologia

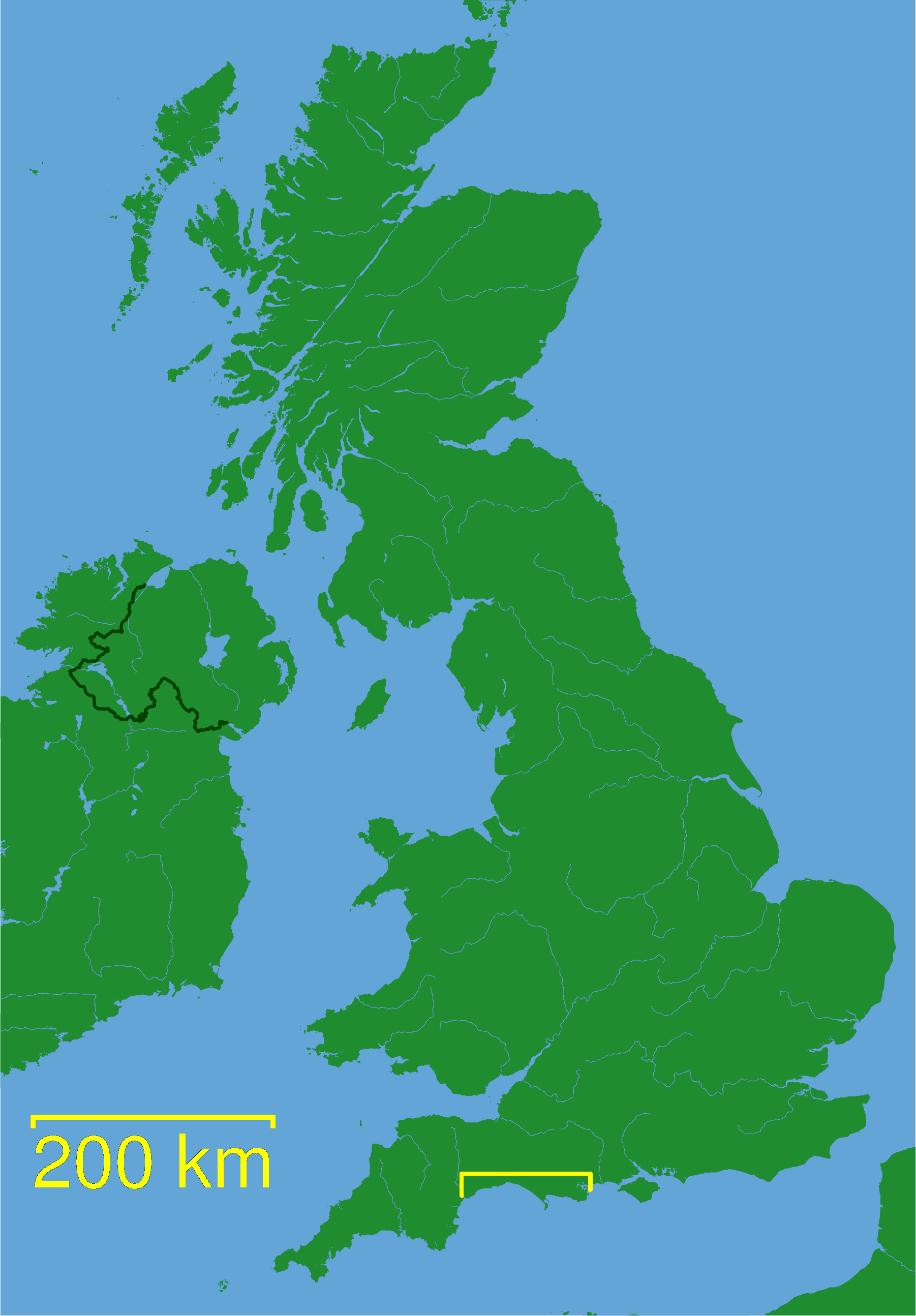
Posizione nel Regno Unito

La Jurassic Coast è un complesso di colline risalenti al triassico, al giurassico ed al cretacico, all'interno dell'era del mesozoico, che documentano 180 milioni di anni di storia geologica. Il sito contiene numerose caratteristiche geologiche uniche e mostra ottimi esempi di differenti tipi di terreno, tra cui archi naturali presso la porta di Durdle, la baia e le pieghe della baia di Lulworth ed un'isola, Portland. Chesil Beach è un perfetto esempio sia di tombolo sia di spiaggia tempestosa. Lungo il sito si trovano spiagge concordanti e discordanti. A causa della qualità della varietà geologica il sito è soggetto a studi internazionali sul campo. L'area ha ospitato Mary Anning, una paleontologa che ha studiato i fossili delle coste attorno a Lyme Regis scoprendo il primo ittiosauro completo. Il punto più elevato della Jurassic Coast, a 191 metri, è Golden Cap.

## Storia

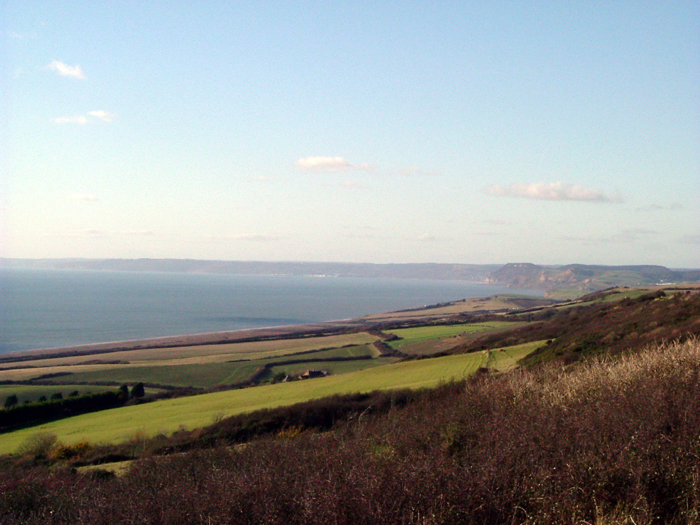
Baia di Lyme

Il sito fu protagonista della trasmissione televisiva Seven Natural Wonders quale meraviglia del sud-ovest (del Regno Unito), e nel 2005 un sondaggio di Radio Times nominò la Jurassic Coast quinta meraviglia naturale della Gran Bretagna.
Durante la seconda guerra mondiale molti tratti della Jurassic Coast divennero proprietà del Ministero della Guerra. Una delle più grandi basi della Royal Navy si trova nel porto di Portland, ma oggi è chiusa. È invece ancora in uso la base di Bovington che racchiude un tratto di costa tra la baia di Lulworth e Kimmeridge, compreso il villaggio fantasma di Tyneham. Alcuni tratti vicino a Exmouth, al The Fleet di Weymouth e le spiagge di Studland vennero usati per l'addestramento militare durante la guerra, ma al giorno d'oggi sono tornati ad essere di uso civile.
Parti della costa, soprattutto attorno a Portland, sono particolarmente pericolose, e nel corso della storia sono stati registrati vari naufragi. Nel gennaio 2007 la costa registrò il suo peggior disastro naturale quando la MSC Napoli, una nave container da 62000 tonnellate di portata lorda, si arenò a Branscombe, vicino a Sidmouth, perdendo il carico ed il carburante.

## Città sul percorso

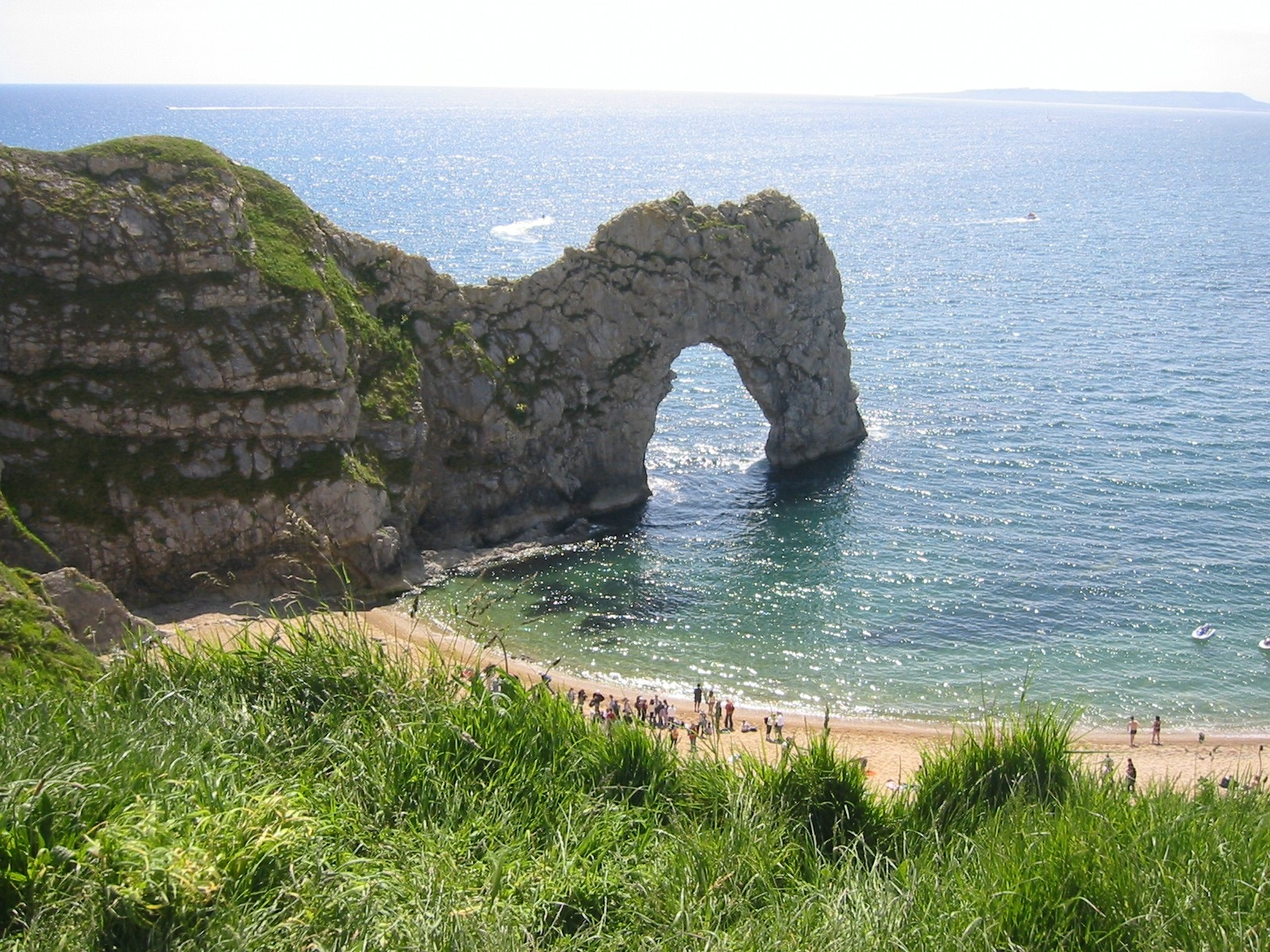
La porta di Durdle

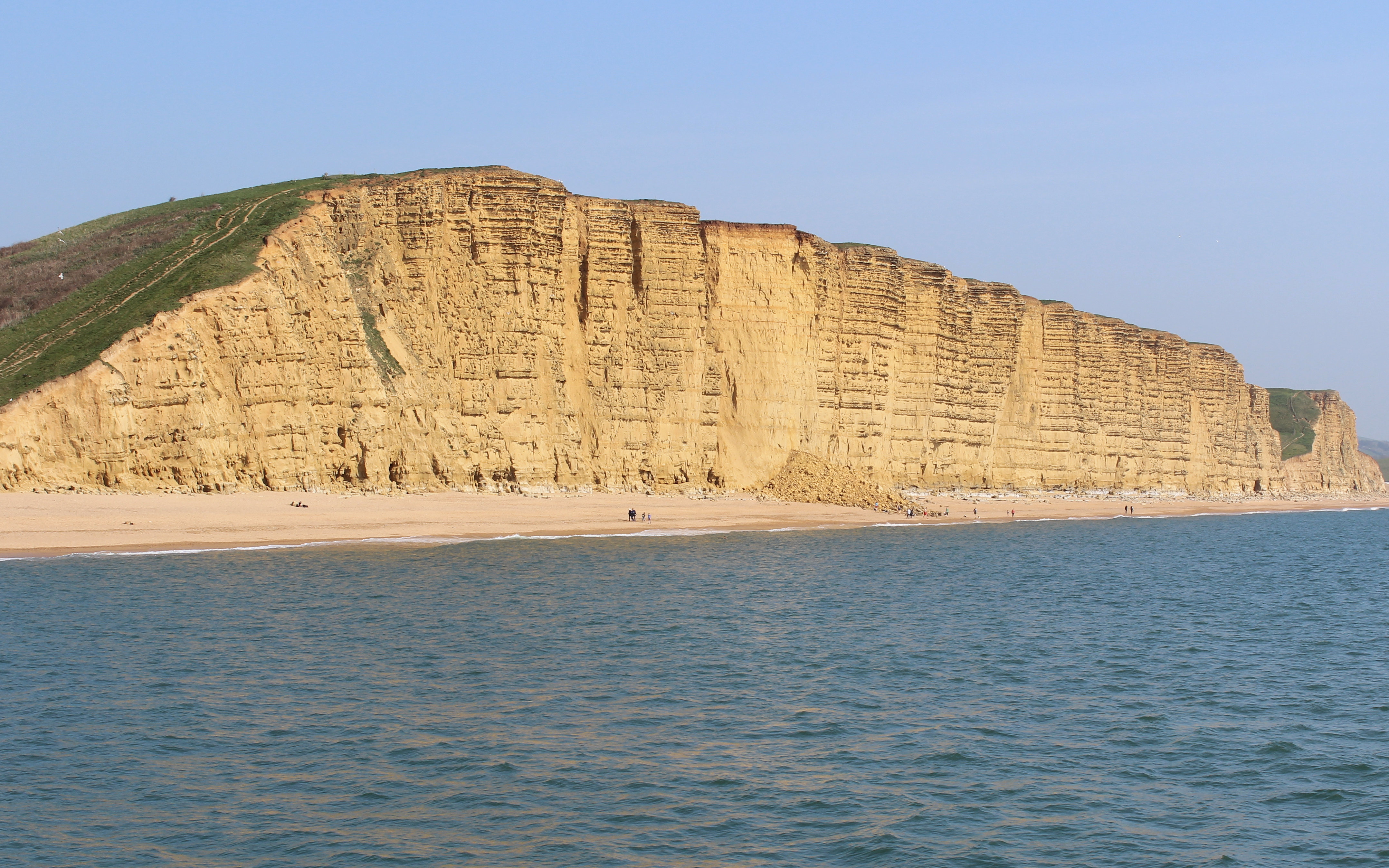
East Cliff, West Bay dopo una caduta massi

West Bay rappresenta il maggior punto d'accesso alla Jurassic Coast grazie al completamento nel 2004 del Jurassic Pier. Anche Weymouth è un'importante città con accesso alla costa, vicino al centro del patrimonio dell'umanità. Un World Heritage Coast Centre verrà costruito a partire dal 2011.
Altre città sono:
- Abbotsbury
- Bridport
- Budleigh Salterton
- Charmouth — Charmouth Heritage Coast Centre
- Exmouth
- Lulworth
- Lyme Regis
- Seaton
- Sidmouth
- Swanage